# Вила-Франка-ду-Деан
Вила-Франка-ду-Деан (порт. Vila Franca do Deão)  —  населённый пункт и район в Португалии,  входит в округ Гуарда. Является составной частью муниципалитета  Гуарда. По старому административному делению входил в провинцию Бейра-Алта. Входит в экономико-статистический  субрегион Бейра-Интериор-Норте, который входит в Центральный регион. Население составляет 159 человек на 2001 год. Занимает площадь 12,76 км².